# Dewa United Banten Basketball Club
Il Dewa United Banten Basketball Club, comunemente conosciuto con il nome di Dewa United Banten, è una società professionista di basket con sede nella città di Tangerang, nella provincia di Banten, in Indonesia; la squadra compete nella Indonesian Basketball League, la massima competizione nazionale

## Storia
Nel 2021, il presidente della società calcistica del Dewa United F.C., Michael Oliver Wellerz, decise di acquistare il titolo sportivo della squadra di pallacanestro, militante nella Indonesian Basketball League, del Louvre Surabaya, squadra di cui era già main sponsor dalla stagione precedente. La squadra assunse la denominazione di Dewa United Surabaya, vista la decisione iniziale di non spostare la squadra dalla città di Surabaya.
La nuova squadra prese parte per la prima volta alla IBL nella stagione 2022, riuscendo anche ad ottenere l'accesso per i play-off, grazie al settimo posto finale nella regular season; dove però è uscito sconfitto al primo turno per mano del Prawira Bandung.
Prima dell'inizio della stagione 2023, la squadra viene trasferita nella città di Tangerang, dove ha la propria sede anche la squadra di calcio del Dewa United F.C., assumendo quindi la denominazione di Dewa United Banten BC. Nel campionato la squadra migliora le proprie prestagioni concludendo la stagione regolare al quarto posto, ottenendo nuovamente l'accesso per la fase finale dove, dopo aver superato il primo turno contro il RANS Simba Bogor, si è arreso in semifinale nuovamente contro il Prawira Bandung come nella stagione precedente.

## Palmarès

### Titoli nazionali
- Indonesian Basketball League

Campione (1): 2025

## Organico

### Roster 2023-2024
Il roster per la stagione 2023-2024
|    | Naz.                                                        | Ruolo | Sportivo                    | Anno | Alt. | Peso |  |
| -- | ----------------------------------------------------------- | ----- | --------------------------- | ---- | ---- | ---- |  |
| 0  | Indonesia (bandiera)                                        | G     | Jordan Oei                  | 2003 | 183  | 75   |  |
| 2  | Indonesia (bandiera)                                        | PG    | Hardianus Lakudu            | 1992 | 176  | 65   |  |
| 3  | Indonesia (bandiera)                                        | G     | Bryan Fernando Korisano     | 2000 | 183  | 80   |  |
| 4  | Rep. Dominicana (bandiera)                                  | PG    | Gelvis Solano               | 1994 | 185  | 82   |  |
| 5  | Stati Uniti (bandiera)                                      | AP    | Jordan Adams                | 1994 | 196  | 100  |  |
| 7  | Indonesia (bandiera)                                        | PG    | Lucky Abdi Pasondok         | 1996 | 185  | 76   |  |
| 8  | Indonesia (bandiera)                                        | AP    | Patrick Nikolas             | 1998 | 187  | 86   |  |
| 9  | Indonesia (bandiera)                                        | G     | Rio Disi                    | 1992 | 185  | 80   |  |
| 10 | Indonesia (bandiera)                                        | PG    | Darryl Winata Sebastian     | 2001 | 175  | 70   |  |
| 11 | Bahamas (bandiera)                                          | AG    | Tavario Miller              | 1994 | 203  | 103  |  |
| 13 | Indonesia (bandiera)                                        | AP    | Kaleb Ramot Gemilang        | 1981 | 184  | 93   |  |
| 16 | Indonesia (bandiera)                                        | C     | Firman Dwi Nugroho          | 1990 | 202  | 102  |  |
| 23 | Indonesia (bandiera)                                        | G     | Febrianus Gregorry Khiandio | 1999 | 183  | 76   |  |
| 25 | Indonesia (bandiera)                                        | AP    | Dio Tirta Saputra           | 1999 | 190  | 75   |  |
| 32 | Indonesia (bandiera) · Isole Vergini Britanniche (bandiera) | C     | Lester Prosper              | 1988 | 209  | 106  |  |
| 55 | Indonesia (bandiera)                                        | PG    | Radithyo Wibowo             | 2005 | 177  | 69   |  |
| 99 | Indonesia (bandiera)                                        | C     | Kristian Liem               | 1994 | 201  | 95   |  |

### Staff tecnico
| Ruolo                | Nome                   |
| -------------------- | ---------------------- |
| Capo Allenatore      | Pablo Daniel Favarel   |
| Assistente           | Antonius Ferry Rinaldo |
| Assistente           | Wendha Wijaya          |
| Assistente           | Yurifan Hosen          |
| Preparatore Atletico | Maddis Abieza          |